# Vergara (Uruguay)
Vergara est une ville de l'Uruguay située dans le département de Treinta y Tres. Sa population est de 3 986 habitants.

## Histoire
La ville a été fondée le 10 mars 1908 par José Fernández Vergara.

## Population
| Année | Population |
| ----- | ---------- |
| 1963  | 2 837      |
| 1975  | 2 826      |
| 1985  | 3 379      |
| 1996  | 3 983      |
| 2004  | 3 986      |

Référence,.

## Gouvernement
Le maire de la ville est María del Carmen Muníz Cuello.